# 藪本雅子
藪本 雅子（やぶもと まさこ、本名: 増田 雅子、1967年（昭和42年）12月5日 - ）は、日本のフリーアナウンサー、記者。日本記者クラブ会員。令和元年度人権擁護功労賞特別賞法務大臣表彰受賞。夫は第36代防衛事務次官の増田和夫。日本テレビ40周年では「DORA」というユニットでも活躍した。社会人落語の高座名は音羽亭左京。早稲田大学教育学部社会学科卒業、上智大学大学院文学研究科新聞学修了。
1996年（平成8年）からハンセン病問題に関心をもち、報道局記者に転向。フリー転身後も一貫して人権問題を取材研究し講演を続ける。

## 概要
日本テレビアナウンサーとして、バラエティー番組「EXテレビ」「スーパージョッキー」「夜も一生けんめい」「TVおじゃマンモス」、ニュース番組「きょうの出来事」などに出演した。
その後は、同局報道局記者に転向し、社会部、警視庁、厚生労働省、政治部、防衛庁などを担当した。記者時代にハンセン病を取材して以降、ハンセン病に関する取材、講演活動も行っている。
日本テレビ退社後に上智大学大学院 文学研究科 新聞学で「ハンセン病・メディアの責任」を研究し修士号取得。現在、人権教育啓発推進センター発行の｢アイユ｣で巻頭インタビューを連載中。
令和元年度人権擁護功労賞特別賞（法務大臣賞）を受賞、第6回国際女性会議WAW！アドバイザー就任。2019年6月より、自身の性暴力被害を公表し、一般社団法人Springスタッフとして性犯罪の刑法改正に向けての活動をおこなっている。
著書にハンセン病をテーマにした｢女子アナ失格｣（2005年、新潮社）がある。

## 略歴
京都府京都市生まれ。父、祖父ともに医師。
1981年（昭和56年）、芸能事務所・株式会社アミューズ（東京都・渋谷区）に所属、上京してタレント活動を始めた。
京都市立修学院小学校入学、大津市立石山小学校転入、大津市立南郷小学校分校卒業、大津市立南郷中学校入学、上京して目黒区立第一中学校（東京）転入卒業、麹町学園女子高等学校に学び、1982年（昭和57年）頃には音楽バンド 『ジューシィ・フルーツ』に、キーボード担当として参加するなどしていた。当時のキャッチコピーは「14歳の天才キーボード奏者」。中学3年生でシャープのイメージガール。その後は京都に戻り、平安女学院高等学校に編入した。
早稲田大学教育学部入学。在学中に1年生からフジテレビの「おはよう茨城」のレポーターをはじめる。当時は“白河雅子”という芸名で活動していた。渡辺謙、池上季実子主演ドラマ「あなたが欲しい」（木10時）にレギュラー出演。
早稲田大学を卒業した1991年（平成3年）、日本テレビに入社、アナウンス部に所属した。同期のアナウンサーには、河村亮(2022年5月、在職中に急死)、金子茂(総務局に異動)、笛吹雅子(報道局に異動)がいた。アナウンサーとしてバラエティー番組等に出演したほか、1993年（平成5年）には同局のアナウンサー、米森麻美、永井美奈子とともに、アイドルグループ 『ドラ（DORA）』を結成、CDアルバムも発売するなど、タレント化する女子アナウンサーの一翼を担った。
「スーパージョッキー」に出演していた際には、名物コーナー「熱湯コマーシャル」のルーレットに当たってしまい、女性アナウンサーとしては珍しく水着姿を披露した。
1998年（平成10年）、同局報道局記者へ転向。社会部遊軍、警視庁、厚労省を歴任。
2001年（平成13年）、ハンセン病国賠訴訟を取材、NNNドキュメントを制作。その後、政治部外務・防衛を担当した。同年末、日本テレビを退社。結婚、出産。12月、防衛庁官僚の増田和夫と結婚。
2005年（平成17年）、ハンセン病をテーマにした自著 『女子アナ失格』（新潮社）を上梓した。
以降、全国の自治体、社会福祉協議会、寺院、大学等で人権問題を中心にした人権講演を行う。
2006年（平成18年）5月19日、日本テレビの現役アナウンサーが女子高生のスカートの中を盗撮して摘発された事件を受けて、ブログに、「ミニスカートをはいている子たちは、パンツを見られない努力をしなさい！」「基本的には男っていうのは、女の子のパンツが見たい」「日テレの彼も、社会的制裁は受けたでしょ」と、犯罪行為を擁護するかのような書き込みによって、ブログが炎上する。その後、真意を説明したが炎上はやまず、5月24日には「もうこれで終わりにさせてください」と書き込んだことで、「事実上の『敗北宣言』」と評価された。
2010年（平成22年）、上智大学大学院で新聞学修士号を取得。研究テーマは「ハンセン病・メディアの責任」
2012年（平成24年）より（公）人権教育啓発推進センター発行「アイユ」にて人権問題記事を連載（2020年現在も連載中）
2017年（平成29年）、日本語教師養成講座420時間終了、日本語教育能力検定試験合格。東京都大久保、高田馬場の日本語学校で日本語教師をはじめる（現在、休業中）。
2019年（平成31年）、自身の性暴力被害を公表し、性犯罪の刑法改正を目指す一般社団法人「Spring」に参加。議員へのロビイング、森まさこ法務大臣、橋本聖子内閣府特命担当大臣へ要望書提出するなどの活動をした。
2020年（令和2年）、令和元年度人権擁護功労賞特別賞法務大臣表彰を受賞。同年、第6回国際女性会議WAW！アドバイザーに就任（コロナのため延期中）。
2022年（令和4年）10月、京都大学落語研究会出身の社会人落語家席亭で初めて高座にあがる。高座名は「音羽亭左京」。
2023年（令和5年）7月、夫の増田和夫が第36代防衛事務次官に就任。

## 人物
- 銀行員の男性との離婚歴がある[20]。
- 2001年、防衛庁官僚の男性と再婚し、日本テレビを退職した。再婚男性との間に2女がある[20]。
- 上智大学大学院文学研究科新聞学専攻修士課程に入学（2008年4月）、2010年（平成22年）3月に修士課程を修了している[1]。
- 2012年鋸南アクアスロン年代別2位[21]。
- 趣味・資格は、おさかな活動、潜水士、日本さかな検定2級、小型船舶操縦免許1級。2013年6月から2017年9月まで中央エフエム『京橋漁業協同組合ラヂオ』専務理事パーソナリティを務める。2016年から2018年まで『築地魚魚会（ととかい）』を主催[22]

## 出演番組

### 日本テレビ時代

#### バラエティー
- ナイトエクスプレス
- N2
- スーパージョッキー
- EXテレビ ※金曜
- TVおじゃマンモス
- クチュリエで道楽
- Rock鳴缶
- M-Stage
- M2
- 天才！どんぐり連合
- 24時間テレビ
- 笑点
- 欽ちゃんの仮装大賞
- アナウンサー3人組『DORA』の一員として多数出演

#### 報道
- ニュース「きょうの出来事」
- 日本テレビ水中取材班所属の潜水士　水中レポート

### 退社後
- あの人は今!?（日本テレビ）
- 行列のできる法律相談所（日本テレビ）[23]
- ハート・リング健康Radio〜認知症と手をつなごう〜（文化放送）[24]
- 五畳半の狼（釣りビジョン|BS釣りビジョン）

## 映画出演
- ロボコップ（1994年公開） - TV版の吹替声優
- ガメラ2 レギオン襲来（1996年公開） - 報道番組のキャスター役

## 音楽活動
- 哀シャローム（ジューシィ・フルーツ・8枚目シングル）　　※ 日本テレビ入社前の時期にキーボードで参加
- いつまでもそばにいて（DORA・1枚目シングル） 　 ※ 日本テレビ在籍中にメンバーとして参加。作詞：小田加奈子、作曲：織田哲郎、発売元バップ

## 書籍
- [女子アナ失格]（新潮社／著者：薮本雅子）　　※ISBN 978-4104764013
- [ピアニスト角聖子とコラボ『ミロと森のピアノ』CD付き絵本で朗読]（風間書房） - 朗読による声の出演　　※ISBN 978-4759919202
- [魂の仕事人]（河出書房新社／共著：薮本雅子）　　※ISBN 978-4309018720